# Escudo de Campoo de Yuso
El escudo de Campoo de Yuso es uno de los símbolos del municipio español de Campoo de Yuso en Cantabria, junto a su bandera. Dicho escudo queda organizado de la manera siguiente: de verde, una torre de oro sobre ondas. Va timbrado con la corona real española.
El escudo fue adoptado en sesión plenaria ordionaria celebrada por el ayuntamiento el día 29 de mayo de 1997 siendo autorizado por el Consejo de Gobierno de Cantabria el día 8 de junio de 1998, previo informe favorable emitido por la Real Academia de la Historia.